# Wiązów (stacja kolejowa)
Wiązów − nieczynna stacja kolejowa w Wiązowie, w Polsce, w województwie dolnośląskim, w powiecie strzelińskim.

## Linki zewnętrzne

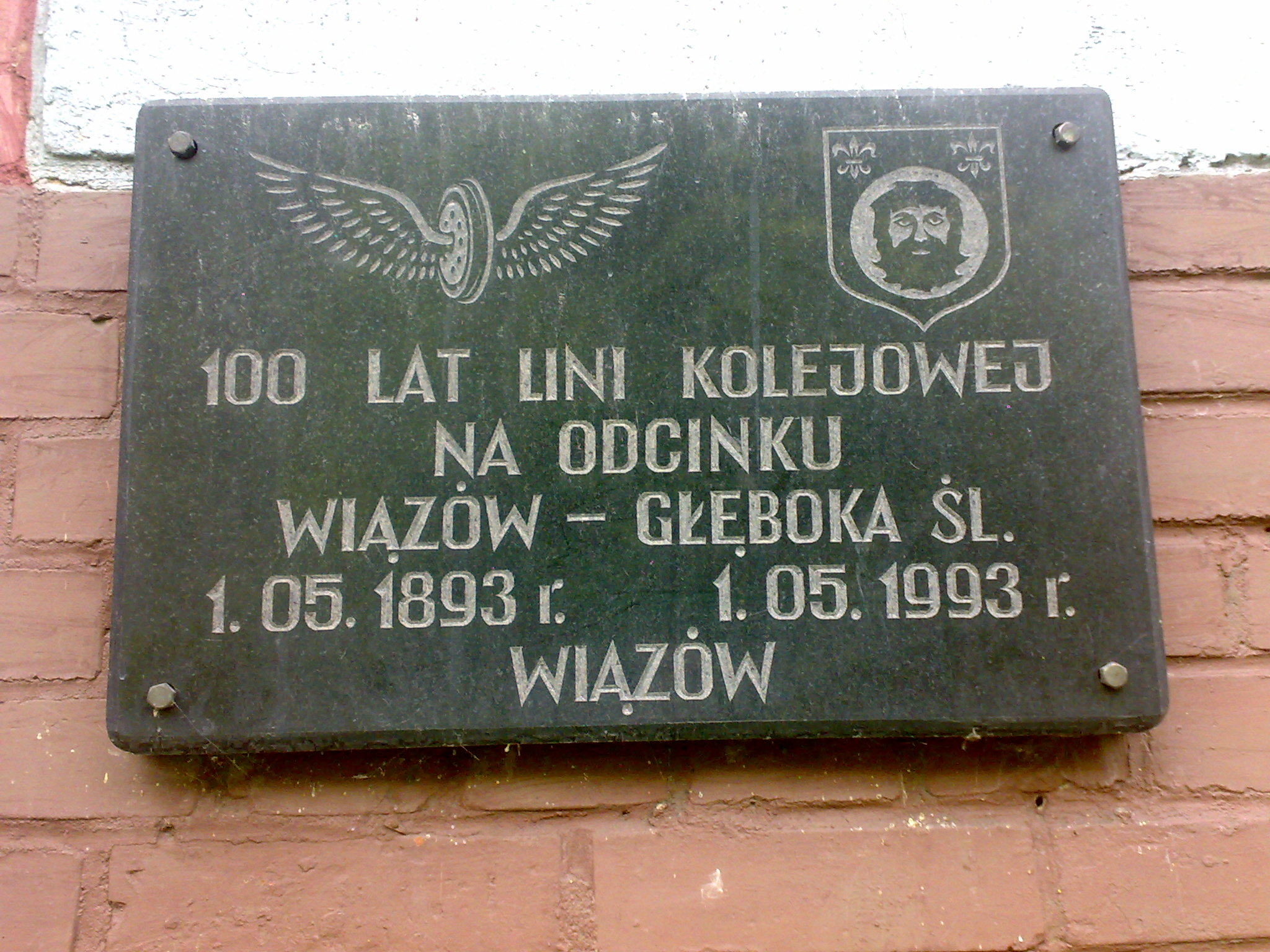
Tablica pamiątkowa